# Cylisticus uncinatus
Cylisticus uncinatus är en kräftdjursart som beskrevs av Stefano Taiti och Franco Ferrara 1996. Cylisticus uncinatus ingår i släktet Cylisticus och familjen Cylisticidae. Inga underarter finns listade i Catalogue of Life.